# قصر الزهو قجال

Guidjel Setif

خريطة موقع قجال ضمن ولاية سطيف

قصر الزهو كان حصنًا قديمًا يقع في قلب منطقة قجال بولاية سطيف، على مقربة مباشرة من موقع زاوية بن حمادوش (زاوية قجال) ؛ ومساكن آل حمادوش .. هدم بالكامل من قبل المستعمر ولم يبقى منه سوى البئر ..
نقلا عن شيوخ المنطقة، في الحرب العالمية الثانية، قدم الأمريكان إلى قجال وسألوا أهل المنطقة عن قصر الزهو ..

## تاريخه

### التسلسل الزمني لقصر الزهو – قجال

#### مرحلة روما القيصرية
قصر الزهو في قجال خلال زمن الإمبراطورية الرومانية الوثنية الغربية  يمكن تخيّله في سياق محيطه التاريخي والجغرافي كالتالي:
1. الوضع التاريخي:
كانت المنطقة حينها ضمن ما يُعرف بـ الموريتانيا السيتيفية (Mauretania Sitifensis)، إحدى المقاطعات الرومانية في شمال إفريقيا، وعاصمتها مدينة سيتيفيس (سطيف).
كانت روما الغربية في تلك الفترة قد دخلت مرحلة الاضطراب السياسي والعسكري، لكن المدن والحصون المحلية ظلت تؤدي دورها الإداري والعسكري.

2. وظيفة القصر:
من المرجّح أن "قصر الزهو" كان مبنى إداريًا فخمًا أو مقر إقامة لقائد محلي أو حاكم روماني إقليمي، وقد يكون متصلًا بحصن عسكري كبير مجاور (كما تذكر الروايات المحلية) لتأمين الطريق والمزارع المحيطة.
وجود الحصن يشير إلى أهمية الموقع استراتيجيًا على محور الطرق الرومانية التي تربط سطيف بالمدن الساحلية والداخلية.

3. العمارة والمظهر:
بني بالحجر الجيري المحلي، مع استخدام الجير والجص لتغطية الجدران وإبرازها باللون الأبيض أو الأصفر الفاتح.
الطراز المعماري روماني متأخر: أعمدة نصفية (engaged columns)، وأقواس نصف دائرية، وأرضيات من الفسيفساء (خصوصًا في قاعات الاستقبال).
النوافذ صغيرة لحماية أفضل، والأسطح غالبًا مائلة مغطاة بالقرميد الأحمر (الطين المحروق).

4. المحيط اليومي:
داخل القصر قاعات استقبال، وغرف للنوم، ومخازن، وربما حمامات صغيرة (balneum).
خارجه توجد ساحات وأحواض مائية وحدائق، مع حامية عسكرية بالقرب منه.
كان يعجّ بالحركة: جنود روم، كتبة، خدّام، وتجار محليون يوردون المؤن.

5. الجانب الوثني:
في تلك الفترة كانت الوثنية الرومانية لا تزال حاضرة بقوة في الأرياف، فقد يكون بجوار القصر معبد صغير أو مذبح للإله جوبيتر أو مارس، حيث تُقام طقوس النذر والقرابين.

#### المرحلة الرومانية البيزنطية
1. المرحلة الرومانية – البيزنطية 
أُنشئ قصر الزهو أساسًا كـ حصن روماني ضمن شبكة التحصينات في الهضاب العليا الشرقية، لحماية الطريق العسكري والتجاري بين سطيف (Sitifis) وبلاد الحضنة.
بني بالحجر الكبير المقطوع، ومثبت بالجير الكلسي، مع أبراج مراقبة مربعة الشكل وأبواب ضخمة تؤدي إلى فناء داخلي.
بعد انهيار الإمبراطورية الرومانية الغربية، جدد البيزنطيون تحصيناته في القرن السادس الميلادي، ليصبح مركزًا دفاعيًا متقدمًا ضد الغزوات.

#### المرحلة الإسلامية
2. المرحلة الإسلامية المبكرة (القرن 1هـ – 3هـ / 7م – 9م)
بعد الفتح الإسلامي للمغرب الأوسط، سقط الحصن في يد المسلمين وتحول إلى قلعة رباط، تؤوي الجنود وتحمي طرق القوافل.
أُدخلت تعديلات معمارية إسلامية: مداخل مقوسة، أبراج إضافية، واستعمال زخارف بسيطة على الحجر.
ظل القصر يؤدي وظيفة عسكرية وأمنية حتى بدايات العهد الزيري.

#### معركة قجال
3. معركة قجال والأحداث العثمانية (1638 – 1639م)
خلال ثورة أحمد بن الصخري على إيالة الجزائر، كان قصر الزهو موقعًا استراتيجيًا قرب ساحة المعركة التي جرت في 20 سبتمبر 1638 بين تحالف العرب بقيادة بن الصخري، وجيش إيالة الجزائر بقيادة مراد باي.
بعد هزيمة العثمانيين، استخدم الثوار القصر كمقر حشد وتخزين غنائم.
عند عودة العثمانيين في الحملة الثانية سنة 1639، قاموا بتعطيل القصر عمدًا: تهديم الأبراج العليا، إحراق المخازن، وتفريغ الموقع من السلاح والمؤن، حتى لا يتحول إلى قاعدة للتمرّد مرة أخرى.

#### القصر والزاوية
4. قصر الزهو وزاوية قجال
كان القصر يقع مباشرة بجوار زاوية بن حمادوش (زاوية قجال) ، وكانت الزاوية تستفيد من ظل القصر كمَعلم بارز يحمي المنطقة.
بمرور الوقت، ومع تراجع الدور العسكري للقصر، أصبحت الزاوية هي المركز القيادي والروحي والتعليمي والتربوي الأول في المكان، بينما صار القصر رمزًا تاريخيًا يذكر الأهالي بأحداث المعركة.

#### قصر الزهو وآل حمادوش
5. قصر الزهو وعائلة حمادوش
بحكم موقع القصر قرب زاوية بن حمادوش، ارتبط اسمه في الذاكرة المحلية بتاريخ عائلة حمادوش، التي تولت شؤون الزاوية منذ قرون.
بعض الروايات المحلية تشير إلى أن أحجارًا من بقايا القصر استُعملت في ترميم مرافق الزاوية خلال فترات التجديد، خاصة في عهد الشيخ الصديق بن الطاهر حمادوش في القرن 19 ؛ بعد أن الإستعمار بهدمها ، وذلك انتقاما منهم في والده ورجاله ، والذين شاركوا في المقاومة ..
القرب المكاني جعل القصر والزاوية جزءًا من مشهد واحد، يمز إلى القوة والتحصين، والعلم والثقافة والدين.

زاوية قجال قبل الهدم والتخريب الذي قام به المستعمر بعد قدومه إلى المنطقة واحتلالها

#### المرحلة الإستعمارية
المرحلة الأخيرة – التدمير الفرنسي (القرن 19)
مع دخول الاستعمار الفرنسي إلى المنطقة، هُدم ما تبقى من قصر الزهو بالكامل، وذلك لحرمان المقاومين من أي تحصين يمكنهم الاحتماء به، ولإضعاف الزاوية المجاورة التي كانت تمثل مركزًا للوعي والمقاومة الروحية.
لم يبق اليوم من القصر اليون سوى البئر وأساسات حجرية مطمورة تحت الأرض، تحفظها ذاكرة التاريخ الشفوي وأبحاث المؤرخين.

## وصفه
الطراز: مزيج بين الطراز الأوروبي الكلاسيكي ولمسات من الطراز الإسلامي الشرقي.
الهيئة: مبنى من طابقين، واجهته متناظرة، تتوسطه بوابة عالية بعقد نصف دائري، فوقها شرفة صغيرة مع درابزين حجري.
النوافذ: نوافذ مقوسة بعقود نصف دائرية، مؤطرة بالحجر المنحوت، مع أعمدة زخرفية صغيرة بين الفتحات.
السطح: مزين بدرابزين حجري محيط بالحافة، تعلوه تيجان زخرفية صغيرة على الزوايا.
المادة: الحجر الجيري أو الرملي الفاتح، مع بعض الزخارف النباتية المحفورة.

## مواضيع ذات صلة
- قجال
- دائرة قجال
- رأس الماء (ولاية سطيف)
- أولاد صابر
- ولاية سطيف
- الجزائر

## مواضيع مرتبطة
- موقع تراث عالمي
- موريطانيا القيصرية
- سيتيفيس
- عمارة بيزنطية
- الإمبراطورية البيزنطية
- الحضارة الرومانية
- الإمبراطورية الرومانية
- الإمبراطورية الرومانية الغربية
- تراث الإمبراطورية الرومانية
- الفتوحات الإسلامية
- الحضارة الإسلامية
- العهد العثماني
- الدولة الزيرية
- العهد الحفصي
- العهد الفاطمي
- بايلك الشرق
- الفترة الإستعمارية

## وصلات مهمة
- بوابة:التراث العالمي/الهيئات والأدوار
- لأطلس الرقمي للإمبراطورية الرومانية: سيتيفيس

## وصلات خارجية
- موقع ولاية سطيف
- إذاعة سطيف (البث الحي)
- مدونة التربية والتعليم (موقع مديرية التربية لولاية سطيف)
- مديرية التجارة لولاية سطيف
- موقع وزارة الشؤون الدينية والاوقاف الجزائرية
- موقع وزارة الثقافة الجزائرية
- موقع وزارة السياحة والصناعة التقليدية الجزائرية